# Si-kchou
Si-kchou (čínsky pchin-jinem Xīkǒu Zhèn, znaky zjednodušené 溪口镇, tradiční 溪口鎮) je tisíc let staré město nacházející se v provincii Če-ťiang na východě Čínské lidové republiky. Leží 39 km západně od Ning-po. Je pod správou městského obvodu Feng-chua. Toto město je rodištěm bývalého prezidenta Čínské republiky generalissima Čankajška. Při japonském bombardování roku 1939 zde byla zabita Čankajškova již bývalá manželka Mao Fu-mej, matka budoucího prezidenta Tchaj-wanu a jediného Čankajškova syna Ťiang Ťing-kuoa. Roku 2019 se město dostalo do seznamu 100 nejlepších měst Čínské lidové republiky.